# Lijst van nummer 1-hits in Canada in 2009
Deze hits stonden in 2009 op nummer 1 in de Canadian Hot 100, de bekendste hitlijst in Canada.
| Datum        | Artiest                   | Titel                          |
| ------------ | ------------------------- | ------------------------------ |
| 3 januari    | Lady Gaga                 | Poker face                     |
| 10 januari   | Lady Gaga                 | Poker face                     |
| 17 januari   | Lady Gaga                 | Poker face                     |
| 24 januari   | Lady Gaga                 | Poker face                     |
| 31 januari   | Lady Gaga                 | Poker face                     |
| 7 februari   | Kelly Clarkson            | My life would suck without you |
| 14 februari  | Lady Gaga                 | Poker face                     |
| 21 februari  | Eminem, Dr. Dre & 50 Cent | Crack a bottle                 |
| 28 februari  | Flo Rida & Kesha          | Right round                    |
| 7 maart      | Flo Rida & Kesha          | Right round                    |
| 14 maart     | Flo Rida & Kesha          | Right round                    |
| 21 maart     | Flo Rida & Kesha          | Right round                    |
| 28 maart     | Flo Rida & Kesha          | Right round                    |
| 4 april      | Flo Rida & Kesha          | Right round                    |
| 11 april     | Flo Rida & Kesha          | Right round                    |
| 18 april     | The Black Eyed Peas       | Boom boom pow                  |
| 25 april     | Flo Rida & Kesha          | Right round                    |
| 2 mei        | Flo Rida & Kesha          | Right round                    |
| 9 mei        | The Black Eyed Peas       | Boom boom pow                  |
| 16 mei       | The Black Eyed Peas       | Boom boom pow                  |
| 23 mei       | The Black Eyed Peas       | Boom boom pow                  |
| 30 mei       | The Black Eyed Peas       | Boom boom pow                  |
| 6 juni       | The Black Eyed Peas       | Boom boom pow                  |
| 13 juni      | The Black Eyed Peas       | Boom boom pow                  |
| 20 juni      | The Black Eyed Peas       | Boom boom pow                  |
| 27 juni      | The Black Eyed Peas       | Boom boom pow                  |
| 4 juli       | The Black Eyed Peas       | I gotta feelin'                |
| 11 juli      | The Black Eyed Peas       | I gotta feelin'                |
| 18 juli      | The Black Eyed Peas       | I gotta feelin'                |
| 25 juli      | The Black Eyed Peas       | I gotta feelin'                |
| 1 augustus   | The Black Eyed Peas       | I gotta feelin'                |
| 8 augustus   | The Black Eyed Peas       | I gotta feelin'                |
| 15 augustus  | The Black Eyed Peas       | I gotta feelin'                |
| 22 augustus  | The Black Eyed Peas       | I gotta feelin'                |
| 29 augustus  | The Black Eyed Peas       | I gotta feelin'                |
| 5 september  | The Black Eyed Peas       | I gotta feelin'                |
| 12 september | The Black Eyed Peas       | I gotta feelin'                |
| 19 september | The Black Eyed Peas       | I gotta feelin'                |
| 26 september | The Black Eyed Peas       | I gotta feelin'                |
| 3 oktober    | The Black Eyed Peas       | I gotta feelin'                |
| 10 oktober   | The Black Eyed Peas       | I gotta feelin'                |
| 17 oktober   | The Black Eyed Peas       | I gotta feelin'                |
| 24 oktober   | Britney Spears            | 3                              |
| 31 oktober   | David Guetta & Akon       | Sexy bitch                     |
| 7 november   | David Guetta & Akon       | Sexy bitch                     |
| 14 november  | Lady Gaga                 | Bad romance                    |
| 21 november  | Ke$ha                     | Tik tok                        |
| 28 november  | Ke$ha                     | Tik tok                        |
| 5 december   | Lady Gaga                 | Bad romance                    |
| 12 december  | Lady Gaga                 | Bad romance                    |
| 19 december  | Lady Gaga                 | Bad romance                    |
| 26 december  | Lady Gaga                 | Bad romance                    |